# Mosquée de Hadži Zulfikar
La mosquée de Hadži Zulfikar (en bosnien : Hadži Zulfikareva džamija ou Tulekova džamija) est une mosquée située à Banja Luka, l'actuelle capitale de la république serbe de Bosnie en Bosnie-Herzégovine. Construite vers 1760, elle est inscrite sur la liste des monuments nationaux de Bosnie-Herzégovine.
Détruite en 1993 lors de la guerre de Bosnie-Herzégovine, elle a été reconstruite entre 2003 et 2007.

## Localisation
La mosquée de Hadži Zulfikar est située rue Karajlića, dans le faubourg de Lijeva Novoselija, sur la rive gauche de la rivière Vrbas.